# Mościsko

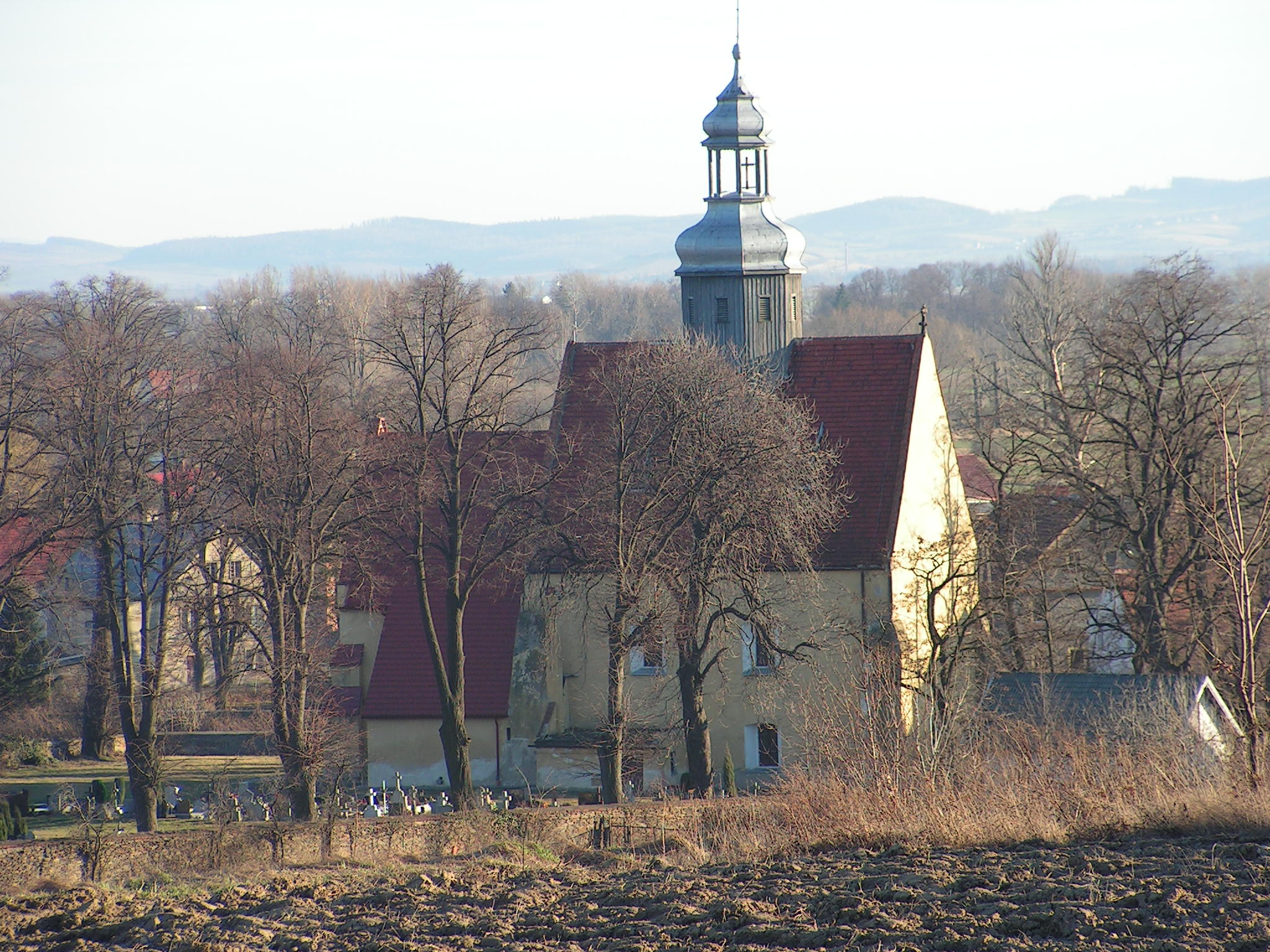
St. Johannes der Täufer in Mościsko

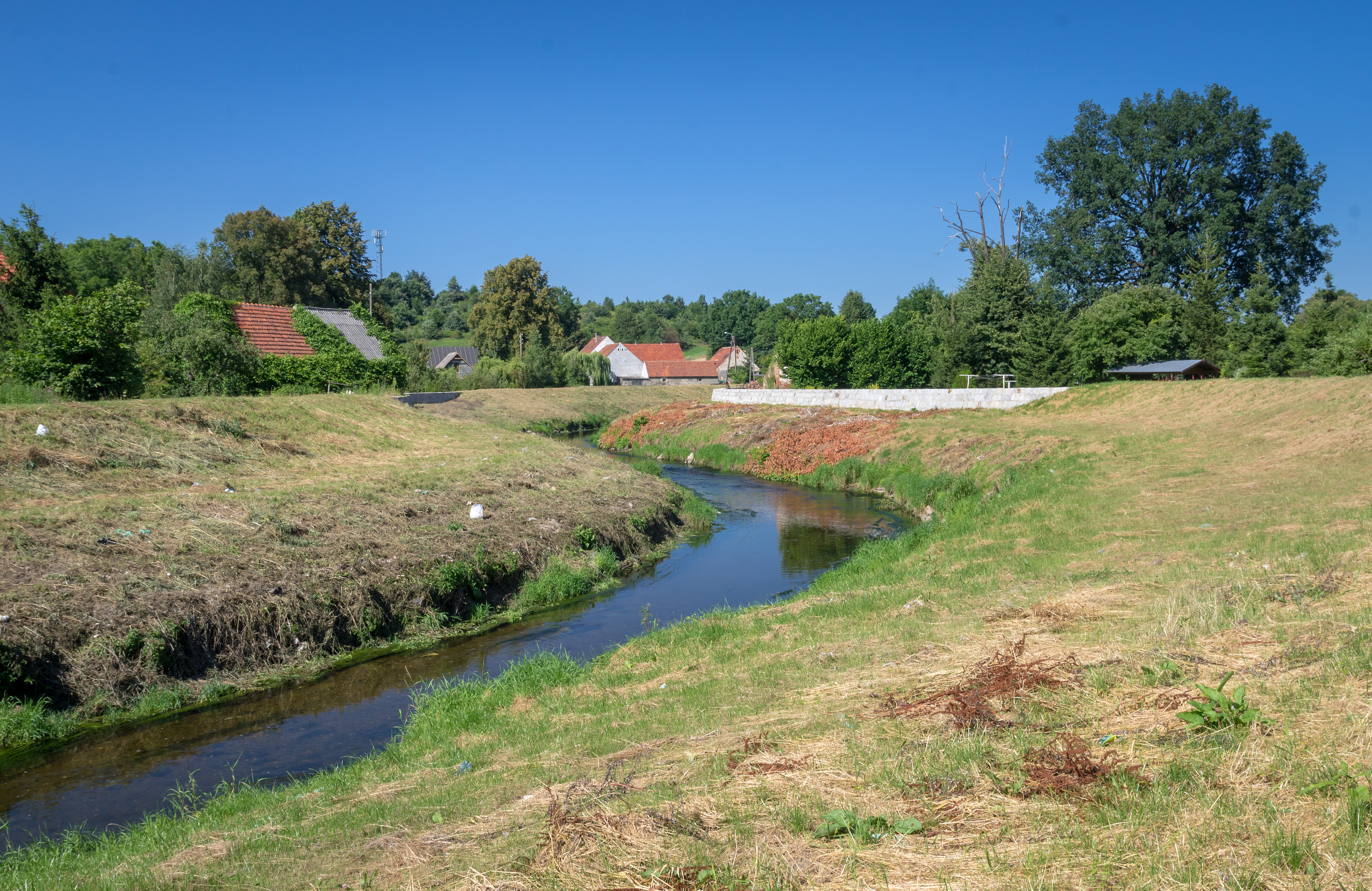
Fluss Pilawa in Mościsko

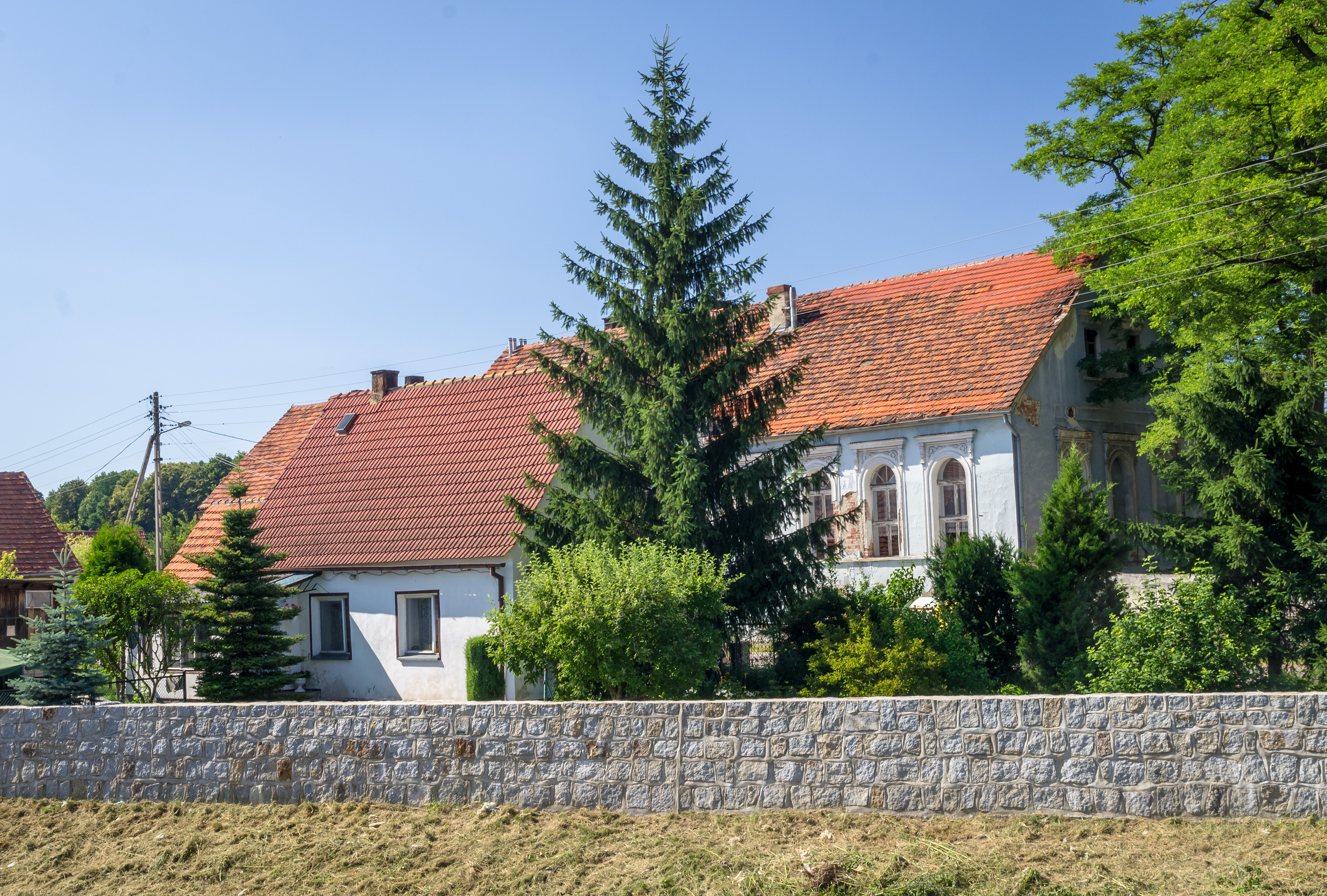
Ehemaliges Dorfkretscham

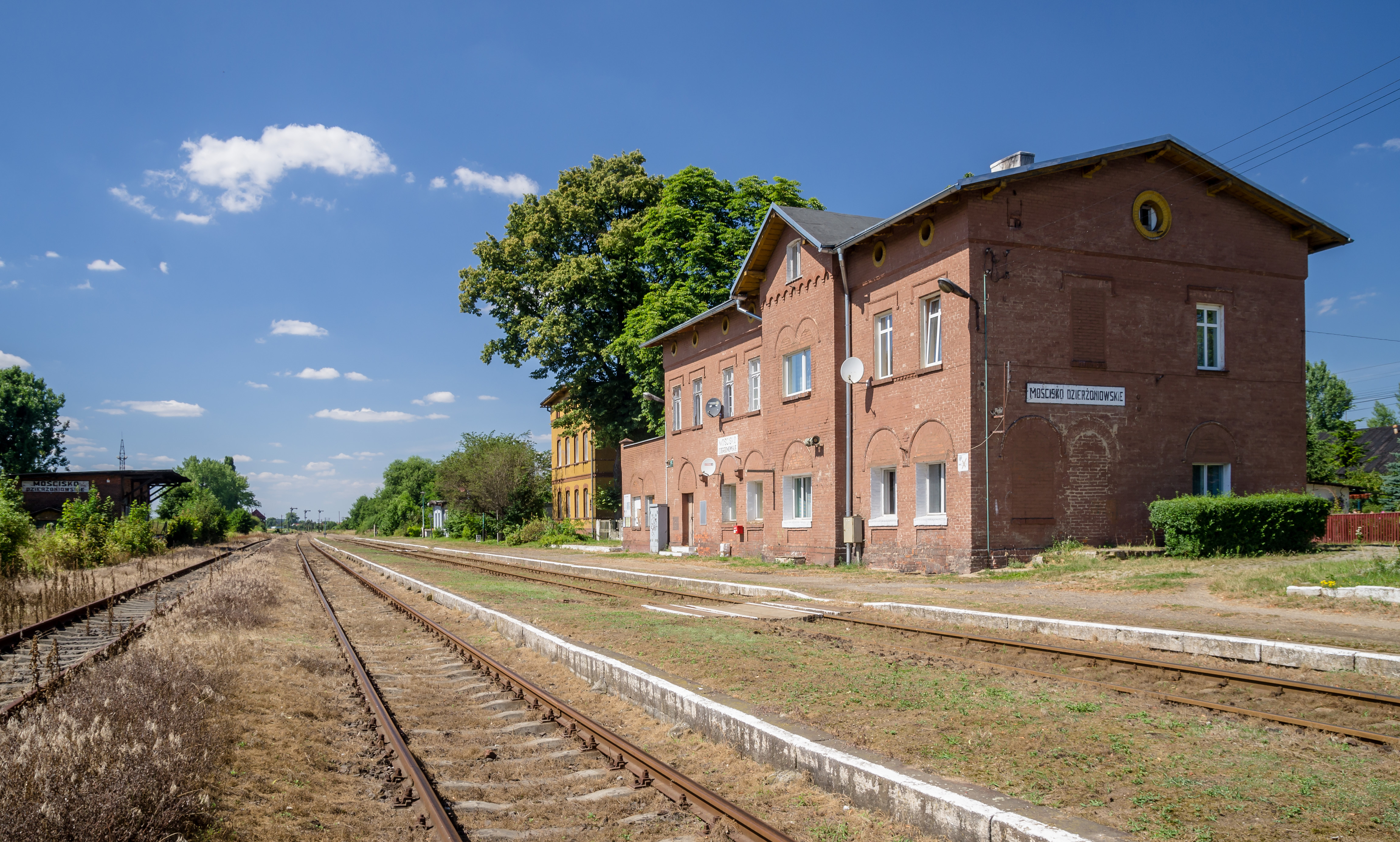
Bahnhofsgebäude

Mościsko (deutsch Faulbrück) ist ein Ort in der Landgemeinde Dzierżoniów (Reichenbach) im Powiat Dzierżoniowski  der Woiwodschaft Niederschlesien in Polen.

## Lage
Mościsko liegt etwa acht Kilometer nördlich von Dzierżoniów (Reichenbach) und fünfzig Kilometer südwestlich von Breslau.
Nachbarorte sind Lutomia Dolna (Nieder Leutmannsdorf) im Südwesten, Grodziszcze (Gräditz) im Norden, Nowizna (Neudorf) im Südosten, Włóki (Dreißighuben) im Osten, Tuszyn (Hennersdorf) im Nordosten.

## Geschichte
Faulbrück wurde 1268 bei einem Streit um die Parochialverhältnisse zwischen den Kaplänen Heinrich von Reichenbach und Joh. „de putrido ponte“ erstmals urkundlich erwähnt. 1290 fiel das Dorf an das Domkapitel zum Heiligen Kreuz in Breslau. Bei der Teilung des Herzogtums Breslau gelangte das Gebiet 1290/91 an das neu gebildete Herzogtum Schweidnitz. 1341 wurde in Faulbrück das deutsche Recht umgesetzt. In den Urkunden wurde der Ort als Fulenbrücke, Fowlenbrücke, Foulenbrücke und Fahlebruche bezeichnet. 1385 bis 1394 war es in Besitz der Familie von Haugwitz. Nach dem Tod des Herzogs Bolko II. von Schweidnitz fielen die Herrschaftsgebiete von Schweidnitz-Jauer erbrechtlich an die Krone Böhmen, wobei Bolkos II. Witwe Agnes von Habsburg bis zu ihrem Tod 1392 ein Nießbrauch zustand.
1562 erbaute man in Faulbrück eine neue Kirche. Vor dem Dreißigjährigen Krieg war sie vorübergehend evangelisch. Am 7. März 1654 wurde sie den Katholiken zurückgegeben. Faulbrück war in drei Teile gegliedert. Ober-, Mittel- und Nieder-Faulbrück. Anfang des 17. Jahrhunderts war ein Gutsherr von Almesloe gen. Tappe in Mittel-Faulbrück begütert. 1654 besaßen es Gottfried von Gellhorn und Nikolaus Friedrich von Zedlitz. 1740 gehörten beide Anteile dem Grafen von Promnitz auf Sorau, dann seinem Sohn und schließlich dem Grafen von Stollberg. Nieder-Faulbrück war seit 1740 in den Händen der Familie von Dresky. 1752 war der Besitzer der Dominien Ober-Gräditz und Nieder-Faulbrück Paul Friedrich von Dresky.
Nach dem ersten schlesischen Krieg fiel Faulbrück 1741/42 an Preußen und wurde in den Landkreis Reichenbach eingegliedert. 1742 gestattete König Friedrich II. den evangelischen Gemeinden Gräditz, Faulbrück, Kreisau und Wierischau im Fürstentum Schweidnitz, in Gräditz ein neues Bethaus zu erbauen mit eigenem evangelischen Prediger und Schulmeister. Seit 1755 besaß Mittel-Faulbrück eine eigene evangelische Schule. 1785 zählte Ober-Faulbrück ein herrschaftliches Vorwerk, eine Wassermühle, 10 Häusler, 10 Gärtner und 151 Einwohner. Mittel-Faulbrück ein Vorwerk, eine katholische Kirche, eine Schule, eine Windmühle, 17 Bauern, 17 Gärtner, 36 Häusler und 478 Einwohner. Nieder-Faulbrück ein Vorwerk, sieben Bauern, sechs Gärtner, 28 Häusler und 241 Einwohner.
Faulbrück unterstand der Kriegs- und Domänenkammer Breslau, bis es im Zuge der Stein-Hardenbergischen Reformen 1815 dem Regierungsbezirk Reichenbach der Provinz Schlesien zugeordnet wurde. Nach der Auflösung des Regierungsbezirks Reichenbach wurden der Kreis Reichenbach am 1. Mai 1820 dem Regierungsbezirk Breslau zugeteilt. 1845 zählte Faulbrück, unterteilt in zwei Dominien, davon Mittel- und Ober-Faulbrück dem Grafen Wilhelm von Stolberg-Wernigerode gehörig und Nieder-Faulbrück dem Leutnant a. D. Herrmann von Dresky auf Ober-Faulbrück gehörig:
1. Mittel-Faulbrück, 83 Häuser, ein Vorwerk und eine einzelne Schäferei, 758 Einwohner (314 katholisch), evangelische Kirche zu Ober-Gräditz, eine evangelische Schule (eingeschult Ober-Faulbrück), eine katholische Kirche unter dem Patronat der beiden Dominien von Faulbrück das alleine eingepfarrt war (Adjunkt der Pfarrkirche zu Gräditz), 110 Morgen Pfarrwidum, eine katholische Schule für Mittel-, Nieder-, und Ober-Faulbrück, eine Windmühle, ein herrschaftliches Brauhaus, drei Rustikalbrennerein, 103 Baumwollwebstühle, vier Schankhäuser, 20 Handwerker und fünf Händler. Zu Mittel-Faulbrück gehörte ein Feldstraßen-Kretscham, bei welchem sich eine Steinkohlenniederlage befand.
2. Ober-Faulbrück, 26 Häuser, ein herrschaftliches Wohnhaus, ein Vorwerk, 236 Einwohner (48 katholisch), evangelische Kirche zu Ober-Gräditz, katholische Kirche zu Mittel-Faulbrück, eine Wassermühle mit drei Einwohnern, eine Rustikalbrennerei, ein Wirtshaus, 17 Baumwollwebstühle und fünf Handwerker.
3. Nieder-Faulbrück, 52 Häuser, ein herrschaftliches Wohnhaus, ein Vorwerk, 449 Einwohner (71 katholisch), evangelische Kirche zu Ober-Gräditz, eine evangelische Tochter-Schule von Ober-Gräditz, katholische Kirche zu Mittel-Faulbrück, eine herrschaftliche Brennerei, ein Wirtshaus, 64 Baumwollwebstühle, vier Leinwebstühle, sechs Handwerker und sechs Händler.

Seit 1874 bildeten Ober-, Mittel- und Nieder-Faulbrück mit Gutsbezirken den Amtsbezirk Faulbrück. 1886 erhielten die evangelischen Einwohner von Faulbrück an der Straße nach Schweidnitz einen eigenen Friedhof. Zuvor nutzten sie den katholischen Friedhof von Faulbrück gastweise. Mit eingegliedert in die Mauern wurde die sogenannte Tappkapelle, die 1601 Gutsherr von Tapp nach einem Gelübde erbauen ließ. 1924 brannte die Kirche. Das Feuer vernichtete die Holzdecke, den Turm, den Dachstuhl, die Glocken und die Orgel. Der Hochaltar konnte gerettet werden. Bereits 1925 begann der Wiederaufbau. 
Am 1. April 1938 wurden Ober-, Mittel- und Nieder-Faulbrück zur Gemeinde Faulbrück vereinigt. 1943 hatte der Ort 1634 Einwohner. Mit der Übernahme 1945 durch sowjetischen Truppen und polnische Administration wurde Faulbrück in Mościsko umbenannt. Die deutsche Bevölkerung wurde, soweit sie nicht schon vorher geflohen war, 1946 vertrieben. Die neu angesiedelten Bewohner waren teilweise Zwangsausgesiedelte aus Ostpolen. Heute gehört Mościsko zur Landgemeinde Dzierżoniów.

## Sehenswürdigkeiten
- Pfarrkirche St. Johannes der Täufer, aus dem Ende des 13. Jahrhunderts, 1562 und im 18. und 20. Jahrhundert umgebaut. Nach einem Brand von 1924 wiederaufgebaut. Gotisches Steinportal aus dem 14. Jahrhundert, Kreuzrippengewölbe mit Polychrom aus der Wende des 14. bis 15. Jahrhunderts, Steintabernakel aus dem Jahr 1300, Hochaltar aus dem 17. Jahrhundert.